# Bisdom Quilon
Het bisdom Quilon (Latijn: Dioecesis Quilonensis) is een rooms-katholiek bisdom met als zetel Kollam (voorheen Quilon genaamd), in India. Het bisdom is suffragaan aan het aartsbisdom Trivandrum. 

## Geschiedenis
Volgens traditie zou de apostel Tomas zeven kerken hebben gebouwd in India, waaronder een in Quilon. Het werd in de 13e en 14e eeuw een actief missiegebied. 
Op 9 augustus 1329 werd het bisdom voor de eerste keer opgericht door paus Johannes XXII. Het was het eerste bisdom in India en was suffragaan aan het aartsbisdom Soltania in Perzië. Jordanus Catala de Sévérac werd de eerste bisschop. Na diens martelaarschap werd geen nieuwe bisschop benoemd. Op 31 januari 1533 werd het onderdrukt bij de oprichting van het bisdom Goa. 
Het bisdom werd opnieuw opgericht op 12 mei 1845, als het apostolisch pro-vicariaat Quilon, uit delen van het apostolisch vicariaat Verapoly. Op 15 maart 1853 werd het verheven tot apostolisch vicariaat. Op 1 september 1886 werd het verheven tot bisdom, en was suffragaan aan het aartsbisdom Verapoly. Op 15 juni 2004 veranderde het van kerkprovincie en werd suffragaan aan het nieuw verheven aartsbisdom Trivandrum. 

## Parochies
Het bisdom had in 2022 een oppervlakte van 1.950 km2 en telde 2.635.375 inwoners waarvan 9,1% rooms-katholiek was.

## Ordinarii

### Bisschoppen
- Jordanus Catala de Sévérac (21 august 1329 - 1336)

### Apostolisch vicarissen
- Bernardo of St. Theresa Baccinelli (pro-vicaris: 26 januari 1847 - 15 maart 1853)
- Bernardino di Sant’Agnese (15 maart 1853; niet in bezit genomen)
- Carlo Giacinto Valerga (pro-vicaris: 31 mei 1854 - 23 mei 1859, vicaris tot 24 december 1864)
- Ephrem-Edouard-Lucien-Théoponte Garrelon (24 juli 1868 - 3 juni 1870)
- Ildefonso Giovanni Battista Borgna (24 mei 1871 - 1883)

### Bisschoppen
- Ferdinand Maria Ossi (3 april 1883 - 18 augustus 1905)
- Alberic Ludwig Benziger (16 augustus 1905 - 23 juli 1931)
- Vincent Victor Dereere (10 februari 1936 - 1 juli 1937)
- Jerome M. Fernandez (25 september 1937 - 30 januari 1978)
- Joseph Gabriel Fernandez (30 januari 1978 - 16 oktober 2001)
- Stanley Roman (16 oktober 2001 - 18 april 2018)
- Paul Anthony Mullassery (18 april 2018 - heden)

## Galerij van afbeeldingen

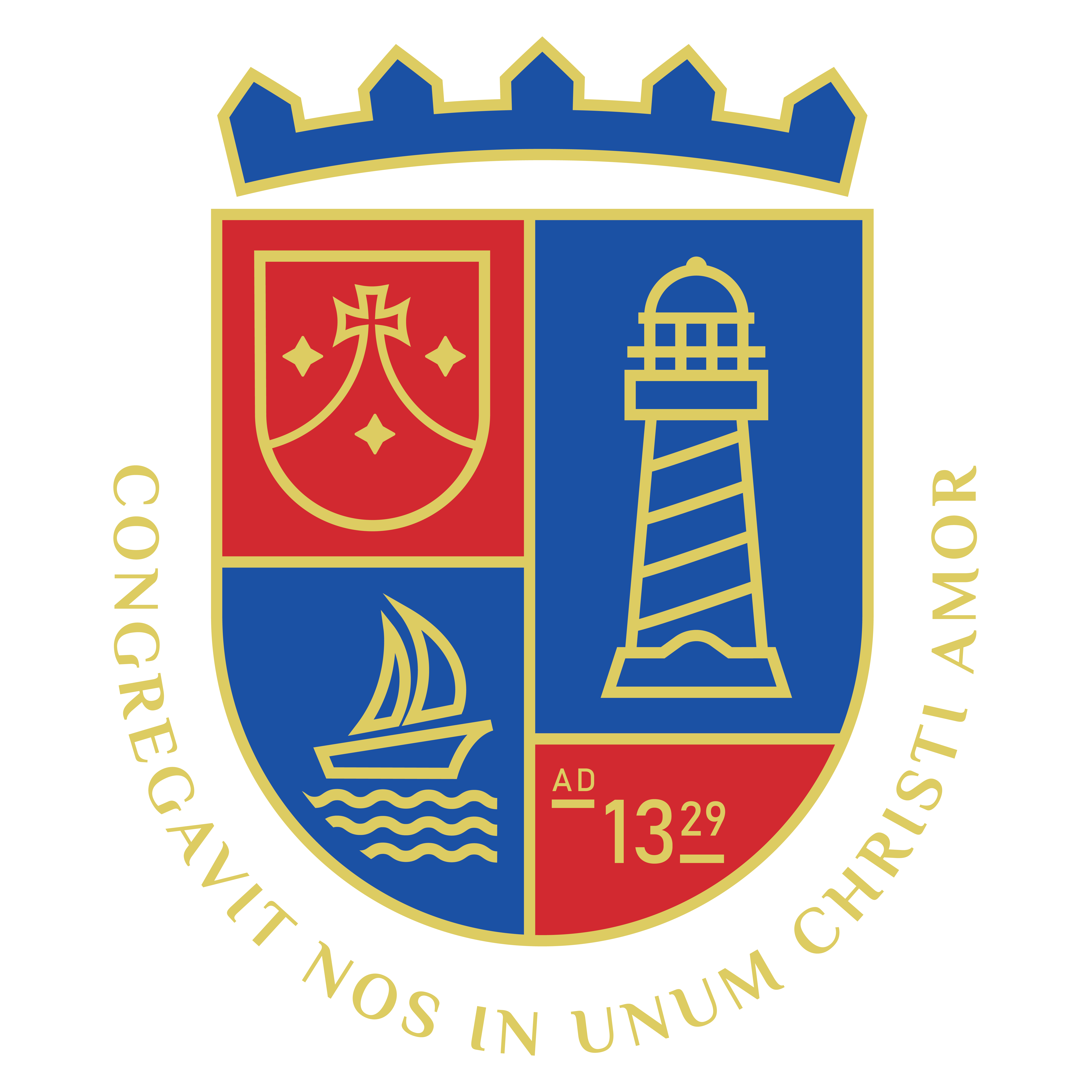
Wapen van het bisdom
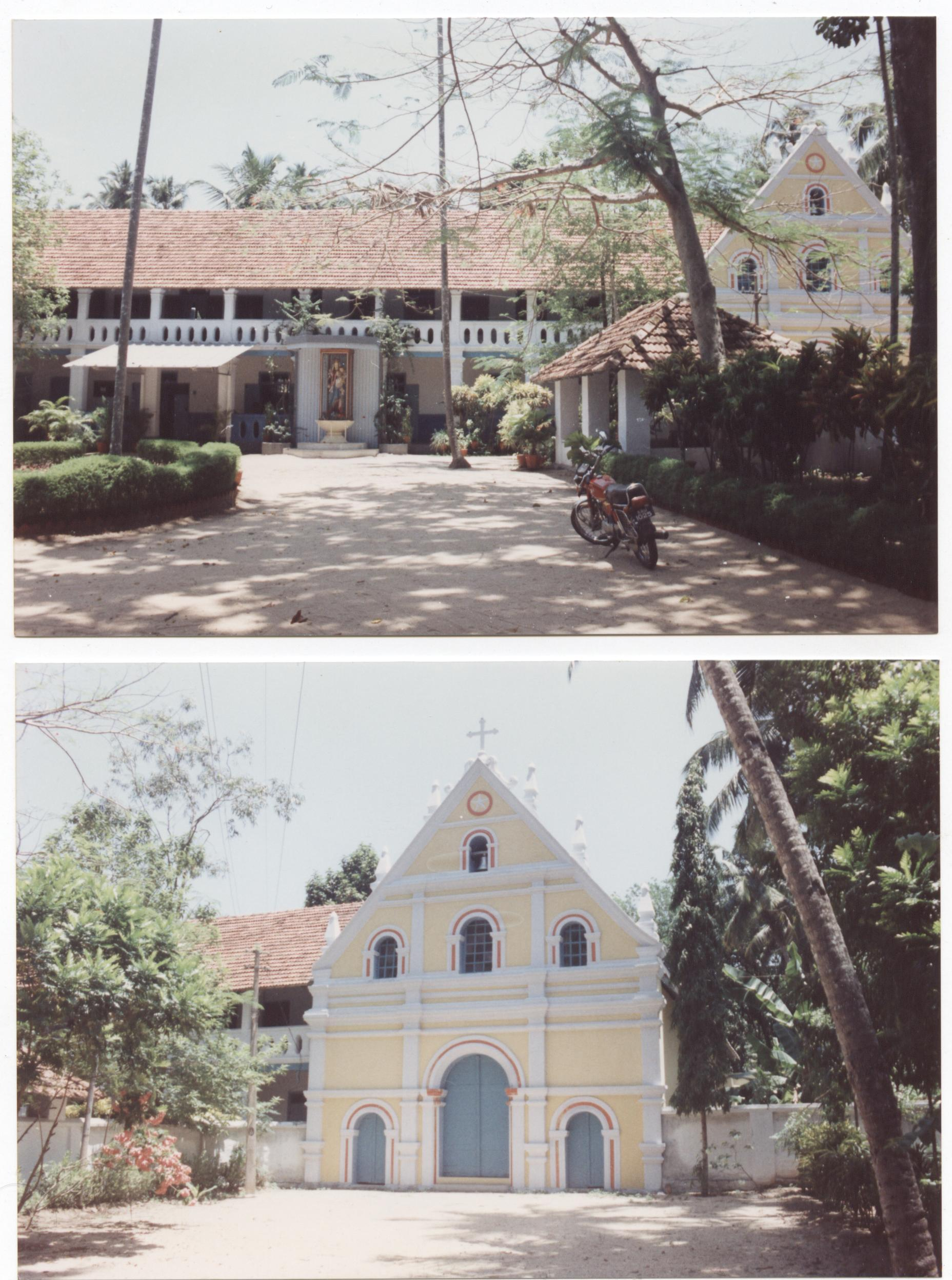
Woning van de bisschop
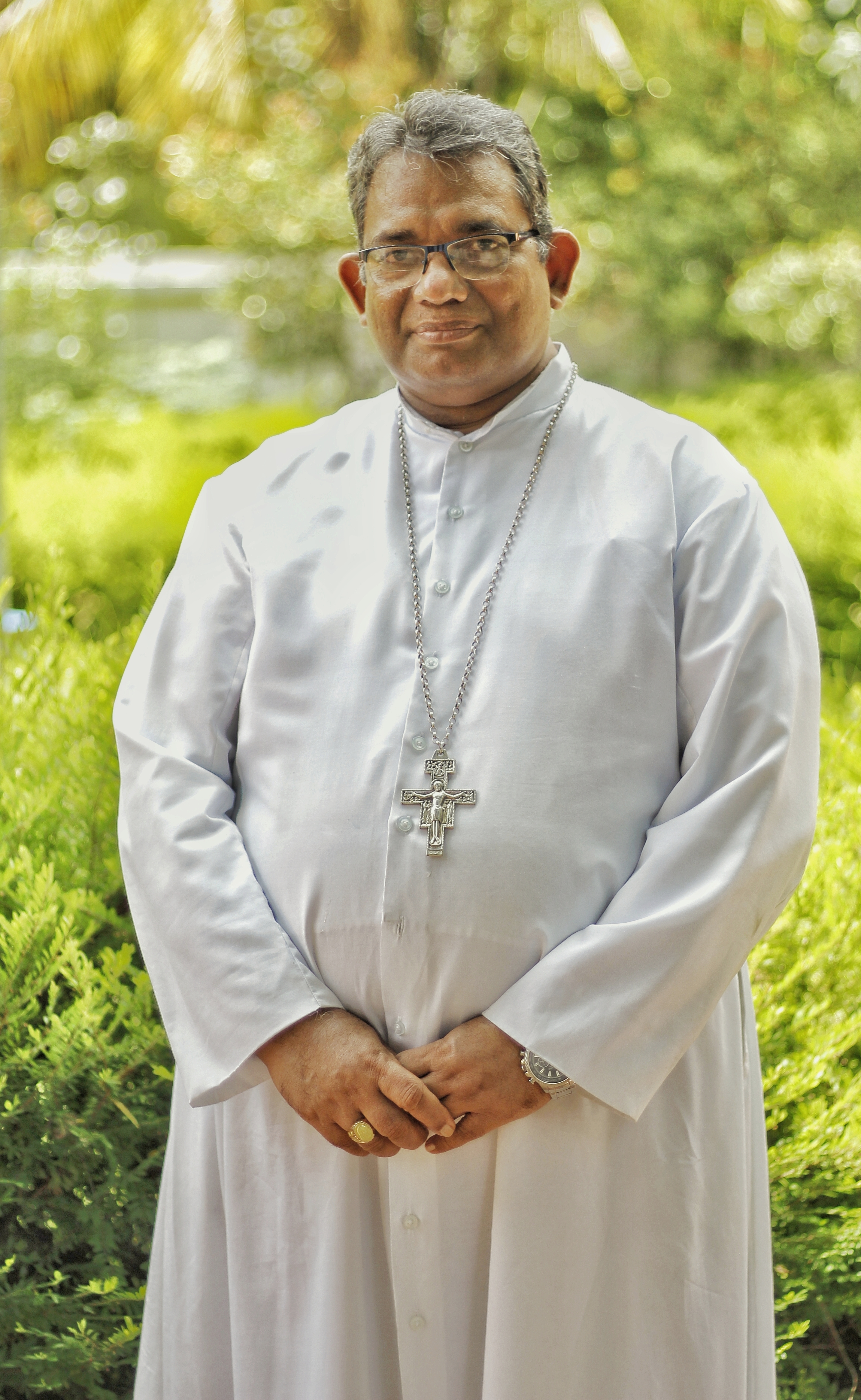
Bisschop Paul Anthony Mullassery (2018-heden)
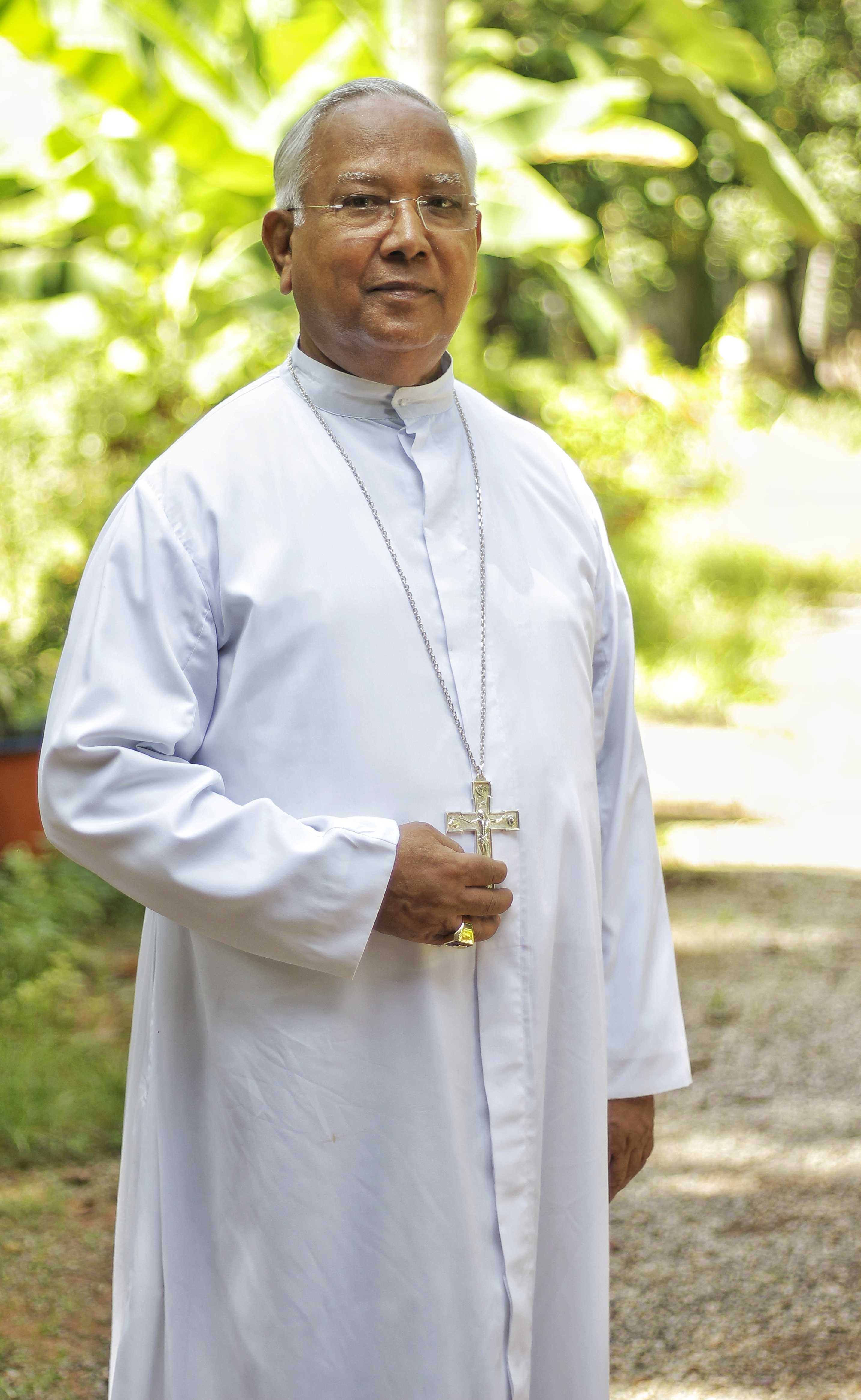
Bisschop Stanley Roman (2001-2018)
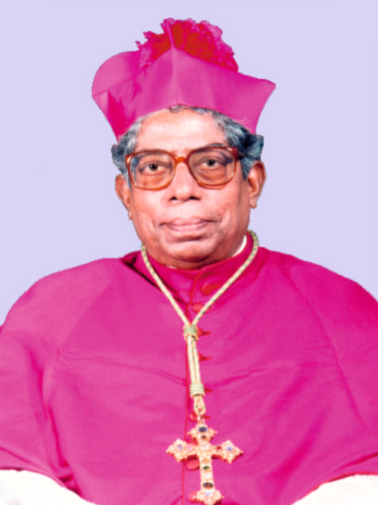
Bisschop Joseph Gabriel Fernandez (1978-2001)
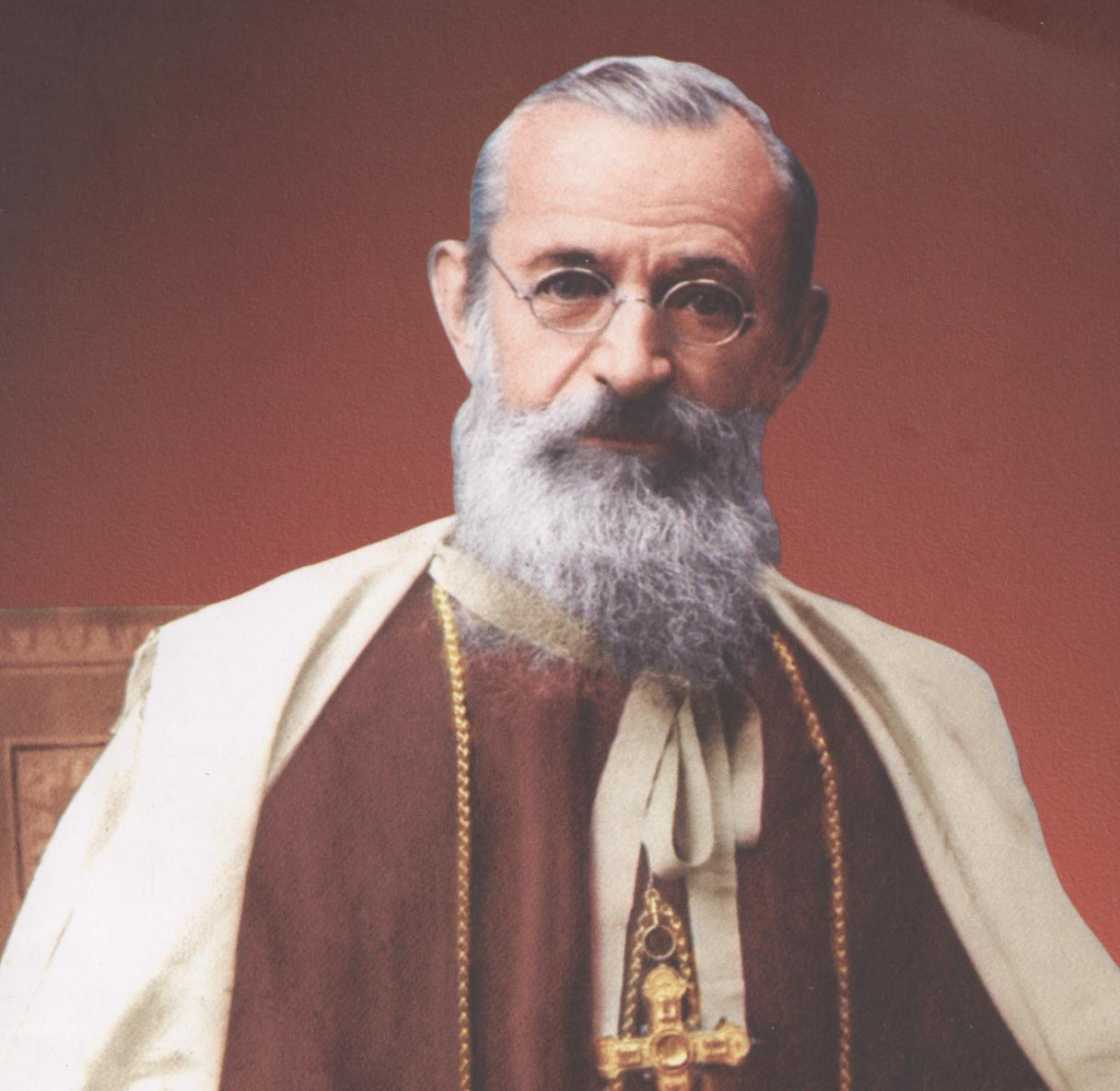
Bisschop Alberic Ludwig Benziger (1905-1931)
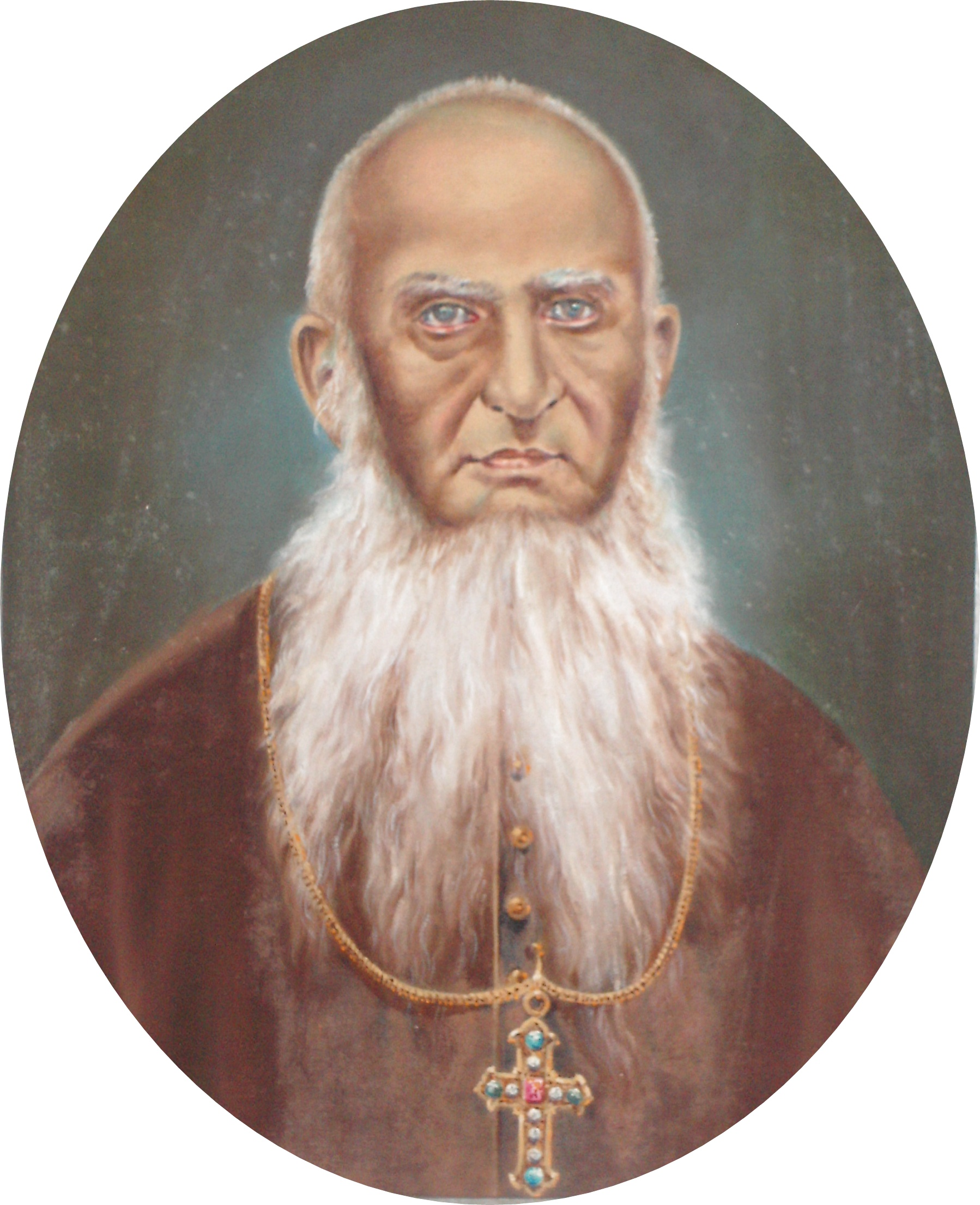
Apostolisch vicaris Ildefonso Borgna (1871-1883)
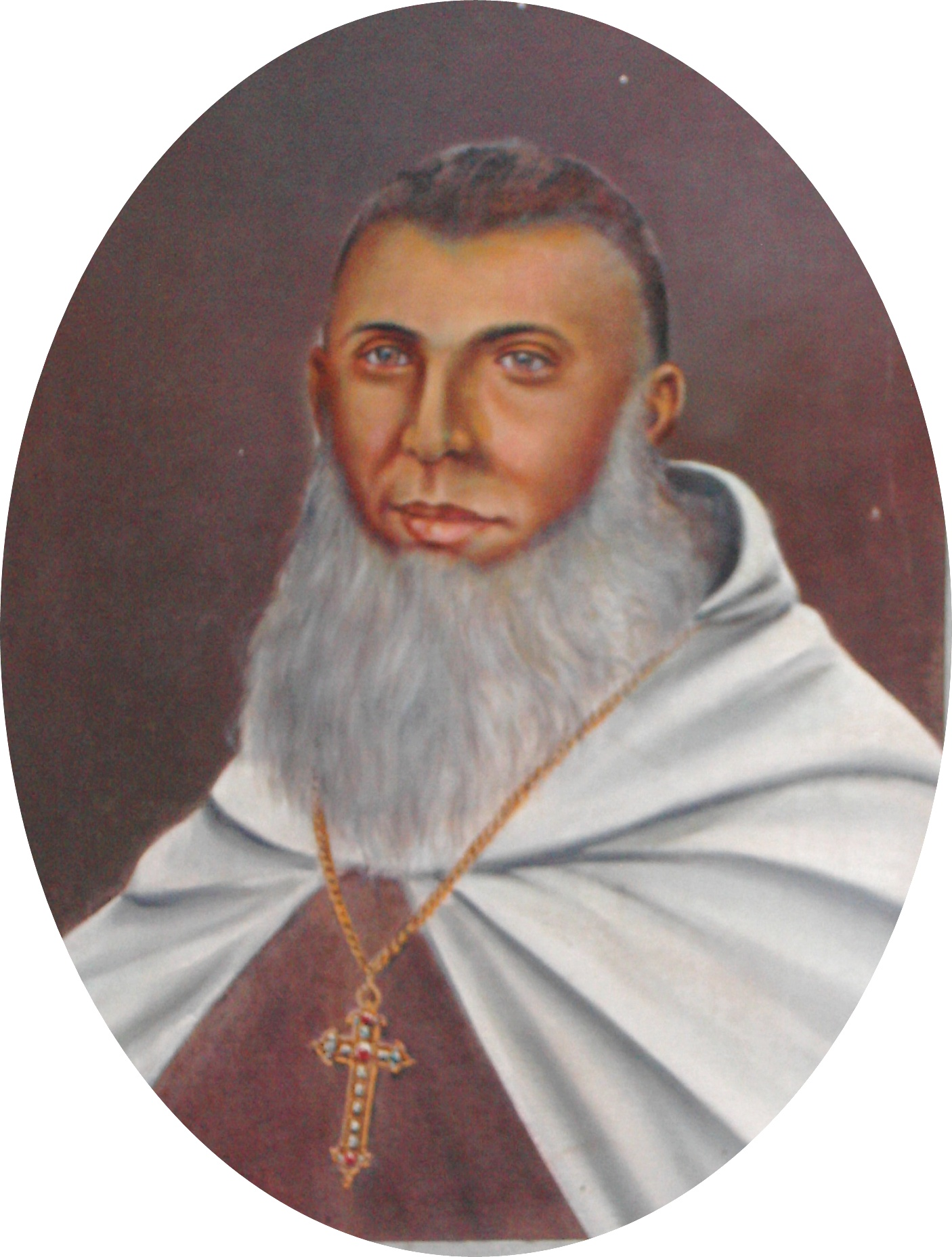
Apostolisch vicaris Carlo Giacinto Valerga (1854-1864)

Trivandrum (aartsbisdom) · Alleppey · Neyyattinkara · Punalur · Quilon